# Hymenoepimecis bicolor
Hymenoepimecis bicolor là một loài tò vò trong họ Ichneumonidae.